# Света Текла (Калирахи)
„Света Текла“ (на гръцки: Ιερός Ναός Αγίας Θέκλας) е възрожденска православна църква, гробищен храм на село Калирахи на остров Тасос, Егейска Македония, Гърция, част от Филипийската, Неаполска и Тасоска епархия на Вселенската патриаршия.

## История
Църквата е построена на 1 km западно от селото. На входа му има два надписа: „ΤΟΔΕ ΤΟ ΝΕ / ΚΡΟΤΑΦΕΙΟΝ / ΕΓΙΝΕ ΤΟ ΔΙ / ΕΞΟΔΩΝ ΤΟΥ / ΚΥΡΙΟΥ Α. Χ / ΑΡΓΥΡΟ(ΠΟΥΛΟΥ) 18Λ8“ и „ΑΝΑΚΑΝΙΣΘΗ / ΚΑΤΑ ΤΟ ΕΤΟΣ / 1953“. Църквата е построена в 1898 година от първенеца на Калирахи Анагностис Аргиропулос, а в 1953 година вероятно е изграден екзонартексът.

## Архитектура
В архитектурно отношение е еднокорабна църква с дървен покрив с екзонартекс на западната страна. Външните размери на наоса са 9,90 m x 6,25 m, площта е 61,88 m2. Екзонартексът е широк 5,80. Вратата е двойна с арка. Наосът е висок 3,45 m. Осветлението става през два северни и два южни прозореца, правоъгълни отвън и с арка отвътре.
Иконостасът има две врати и шест царски икони. От север: врата с Архангел Гавриил (1981), „Света Текла“, „Света Богородица Одигитрия“, врата с Христос Велик Архиерей, „Христос Вседържител“, „Свети Йоан Предтеча“, „Света Богородица“ и „Свети Николай“. Резбованият кръст с венчилка, увенчаващ иконостаса, е от друга църква, но поради малките размери е съвсем малко над царските икони. Светилището е с ширина от 1,65 m. Олтарната конха е повдигната, като вляво и вдясно от нея са правоъгълните конфи на протезиса и диакиникона. На северната стена има малка правоъгълна ниша. Отвън апсидата е ниска. Олтарът се осветява само от процеп в апсидата и от кръгла капандура над конхата. Таванът на наоса е от летви. Покрай стените има пейки. Покривът е двускатен от плочи със скосявания на изток и запад. Екзонартексът е с отделен покрив с френски керемиди.